# De Milly

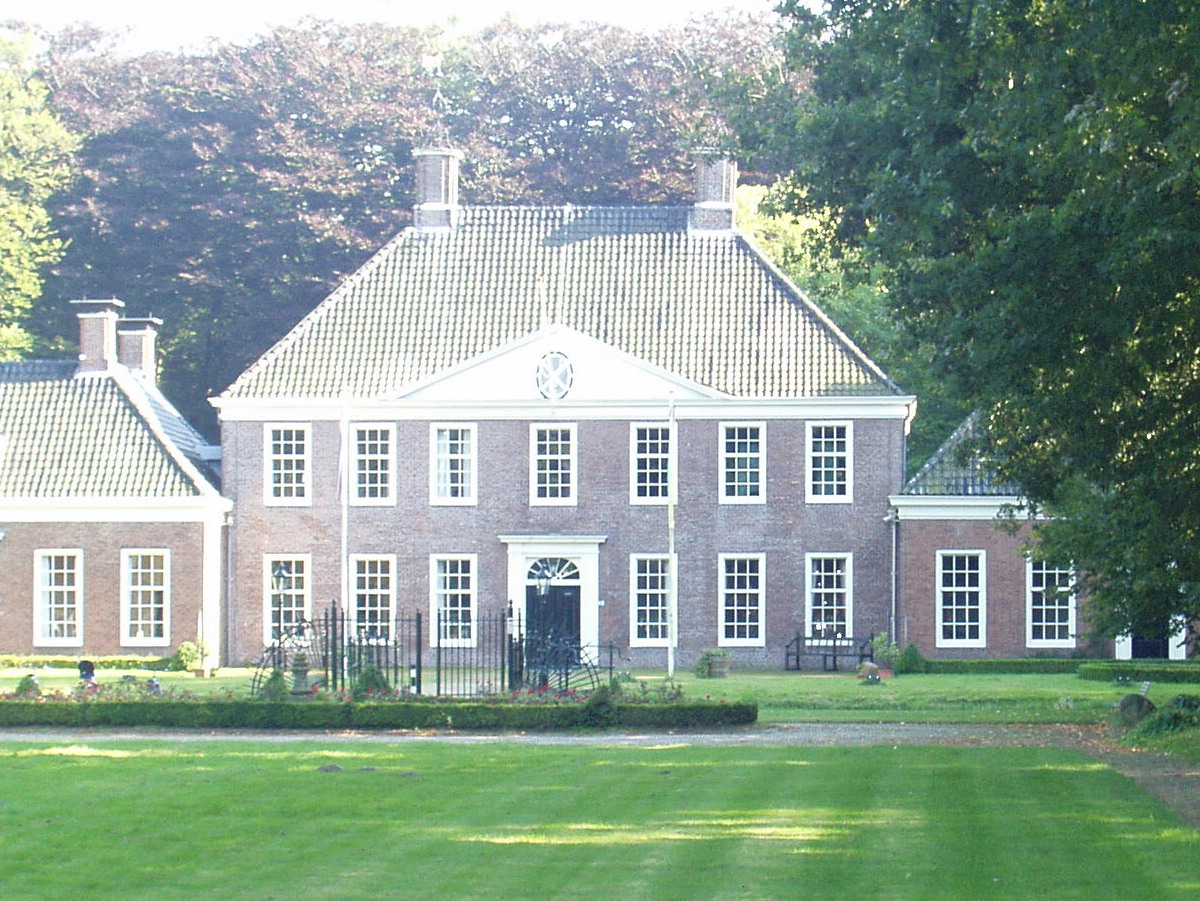
Huis Laarwoud.

De Milly (ook: De Milly van Heiden Reinestein) is een uit Picardië afkomstig geslacht waarvan leden sinds 1840 tot de Nederlandse adel behoren.

## Geschiedenis
De stamreeks begint met Louis Alexandre de Milly die geboren werd in Picardië. Hij was een katholiek priester die een relatie had met een protestantse vrouw, wat in Frankrijk levenslange opsluiting kon betekenen. Hij vluchtte naar de Republiek der Verenigde Nederlanden, trad in Statendienst, werd in 1727 lidmaat van de Waalse gemeente te 's-Gravenhage en trouwde daar in 1730. Hij overleed in 1741. Zijn zoon Albert de Milly was kapitein in het Staatse leger en daarna secretaris-generaal van de toenmalige kolonie Suriname. Hij was gehuwd met Marie Michon, die uit een Maastrichts hugenotengeslacht stamde. Hun enige dochter, Thérèse de Milly, trouwde in 1792 in de Waalse kerk te Maastricht met de adellijke militair Friedrich Ludwig (Frederik Lodewijk) Behr.
Bij Koninklijk Besluit van 30 maart 1840 werd een achterkleinzoon van Louis Alexandre, mr. Paul Antoine Guillaume de Milly (1807-1890) verheven in de Nederlandse adel waardoor hij en zijn nageslacht tot de adel van het koninkrijk gingen behoren. Hij trouwde in 1836 met Marie Frédérique Isabelle gravin van Heiden Reinestein (1811-1874) waardoor het huis Laarwoud in de familie de Milly kwam in welke familie het tot 1915 zou blijven; een zoon van hen verkreeg bij KB van 11 november 1876 naamswijziging tot De Milly van Heiden Reinestein.

## Enkele adellijke telgen
Jhr. mr. Paul Antoine Guillaume de Milly (1807-1890), burgemeester; trouwde in 1836 met Marie Frédérique Isabelle gravin van Heiden Reinestein (1811-1874), dochter van Sigismund Jacques graaf van Heiden Reinestein (1771-1830)
- Jhr. Maurits Johan Willem Alexander de Millij (1843-1913), burgemeester
- Jhr. mr. Louis Albert Sigismond Jacques de Milly van Heiden Reinestein (1847-1929), burgemeester
  - Jkvr. Marie Anne Wilhelmine Louise de Milly van Heiden Reinestein (1878-1960); trouwde in 1909 met jhr. Willem Regnerus Livius van Andringa de Kempenaer (1878-1931), burgemeester
  - Jkvr. Marie Frédérique Isabelle de Milly van Heiden Reinestein (1880-1959); trouwde in 1901 met mr. Albertus Constant baron van der Feltz (1871-1952), burgemeester
  - Jhr. mr. Paul Antoine Guillaume de Milly van Heiden Reinestein (1881-1967), burgemeester
    - Jhr. mr. Louis Alexandre de Millij van Heiden Reinestein (1915-1983), manager, laatste telg van de tak de Milly van Heiden Reinestein